# Lars Save
Lars Bertil Save, född 30 september 1954, är utbildad till civilingenjör i maskinteknik på Kungliga Tekniska Högskolan i Stockholm. År 1987 startade han Bonnier Affärsinformation och byggde det till ett eget affärsområde jämsides med böcker och tidningar. Under 20 år har koncernen växt med god lönsamhet och under Saves ledning utvecklats till en av Europas ledande aktörer inom Digital Affärsinformation (DBI). 2005 avyttrades majoriteten av bolaget till Ratos och köpte samtidigt Infodata. Den nya informationskoncernen fick namnet Bisnode. Bisnode gick från 0 till dryga 4 miljarder kronor i omsättning med ett EBITDA på 700 MSEK under Saves ledning.
Save var koncernchef i Bisnode under 1989-2008 (februari) samt sitter även styrelseledamot i IT-koncernen AddNode som är noterad på Stockholmsbörsen. Save grundade Addnode ur noterade Bonnier-bolaget Mogul AB som togs till börsen 2000. När bolaget ombildades till Addnode 2003, var Lars Save börsbolagschef, 2003-2005, vid sidan om Bisnode-posten.
Han lämnade Bisnode den 4 februari 2008 och bedriver sedan dess egen investeringsverksamhet genom bolagen Alfanode och Samnode, där han har investerat i bland annat Ratsit och metallindustribolaget Albin Metals. 
Lars Save har tidigare varit misstänkt för grovt insiderbrott kopplat till bolaget Amnode. Save meddelade 1 december 2020 att han avsåg att lämna sin roll som VD i bolaget Empir.  12 mars 2023 var Save under utredning för misstanke om marknadsmanipulation men utredningen lades ned i augusti samma år.